# Buch der Freunde

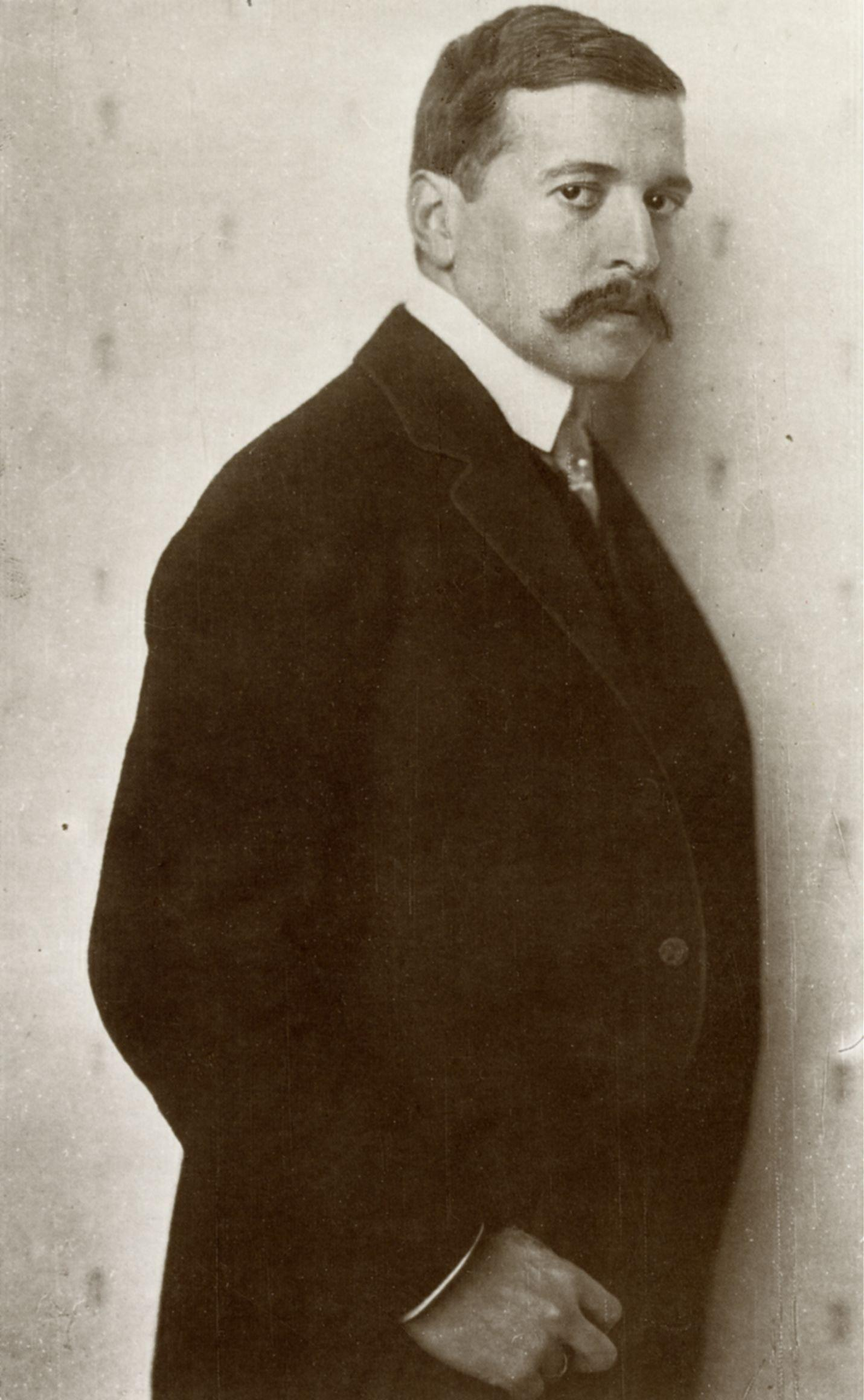
Hugo von Hofmannsthal
(1910 auf einer Fotografie von Nicola Perscheid)

Das Buch der Freunde ist der Titel einer 1922 erschienenen Sammlung von Aphorismen des österreichischen Dichters Hugo von Hofmannsthal. Kurz nach dem Tode des Autors gab Rudolf Alexander Schröder eine zweite Ausgabe heraus, die er mit Texten aus dem Nachlass erweiterte.
Hofmannsthal beschreibt merkwürdige Begebenheiten und präsentiert Einsichten, indem er historische oder literarische Figuren charakterisiert. Mehrfach zeigt sich seine Neigung zum Anekdotischen oder seine Vorliebe für Details und einprägsame Formulierungen. Bei der Schilderung unerwarteter Einzelheiten verzichtet er auf bewusste Pointierung und vermeidet brillant-witzige Sentenzen.
Während die spekulative Weite des Blicks mit Goethes Maximen und Reflexionen oder den Fragmenten Novalis’ vergleichbar ist, meidet er das Pädagogische und Verschlüsselte der großen Vorbilder und will – ähnlich wie Lichtenberg – auf sublime Weise unterhalten.

## Inhalt

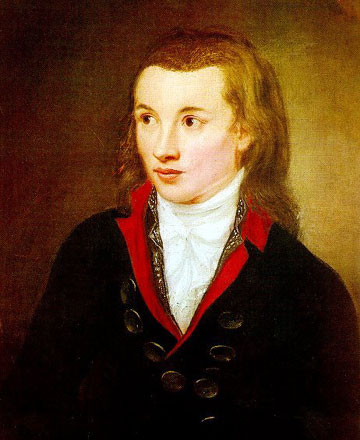
Novalis um 1799
(Porträt von Franz Gareis)

Das Buch der Freunde ist in vier Gruppen ohne Überschriften unterteilt und vereint Gedanken, die der Dichter seit der Jugend in Tagebüchern festzuhalten pflegte, mit Sentenzen, Anekdoten und literarischen Betrachtungen.
Daneben nahm Hofmannsthal zahlreiche Exzerpte aus Werken von Schriftstellern und Philosophen auf und korrigierte dabei zuweilen die ihm vorliegenden Übersetzungen.
Neben Goethe, Novalis und Lichtenberg präsentierte er „köstliche Auszüge“ von Moliere und Pascal, Grillparzer und Jacob Burckhardt, Balzac und Shakespeare. Einige Sinnsprüche kommen mit wenigen Worten in einer Zeile aus, andere Betrachtungen und französische Zitate füllen eine halbe Seite.
Es handelt sich bei dem Buch um kein systematisches Kompendium, und Spuren, die zu den Quellen der Zitate führen könnten, sind nicht zu erkennen. Die höhere Einheit soll sich aus der Betrachtung des Ganzen zusammenfügen. Eine unaufdringliche, auf die Anregung Anton Kippenbergs zurückgehende Ordnung ist bei der Lektüre der zunächst bunt erscheinenden Mischung zu erkennen. So wird der Leser von allgemeinen Fragen des Menschseins, des Individuums, der Liebe, Freundschaft und Ehe über mythisch-philosophische Spekulationen zu Themen der Nation, Politik und Gesellschaft geführt und erreicht am Ende Betrachtungen über Kunst und Sprache. Dabei orientiert sich Hofmannsthal an idealisierten Formen der höheren Geselligkeit und strebt eine kritisch fundierte Sprachpflege an, die er in dem kurzen Essay Wert und Ehre deutscher Sprache ebenfalls zum Ausdruck bringt.
Mehrfach vertieft er sich in die Beziehungen und Gegensätze zwischen deutscher und französischer Kultur und Lebensart, ein Ansatz, den er in der späteren Schrifttumsrede fortsetzt. So schreibt er über den Witz der Franzosen und ihre „überraschende gefällige Art, eine Wahrheit scharf auszusprechen.“
Die französische Prosa sei „auf ihrer höchsten Stufe […] im Geistigen sinnlicher und im Sinnlichen geistiger, als die deutsche auf ihrer gegenwärtigen.“
Von Nietzsche ausgehend erscheint ihm der Tiefsinn der Deutschen problematisch: „Deutsche tun sich viel auf die Tiefe zugute, die nur ein anderes Wort ist für nicht realisierte Form. Nach ihnen müßte uns die Natur ohne Haut, als wandelnde Abgründe und Wirbel herumgehen lassen.“
Immer wieder kommt er zurück auf Goethe, der als „Grundlage der Bildung eine ganze Kultur ersetzen“ könne: „Wir haben keine neuere Literatur. Wir haben Goethe und Ansätze.“ Von seinen „Sprüchen in Prosa geht heute vielleicht mehr Lehrkraft aus als von sämtlichen deutschen Universitäten.“„Goethe ist nicht der Quell von diesem und jenem in unserer neueren Literatur, sondern er ist ein Bergmassiv, und das Quellgebiet von all und jedem in ihr.“ In seinen Werken verbinde er die „Geselligkeit mit der Einsamkeit.“

## Entstehung

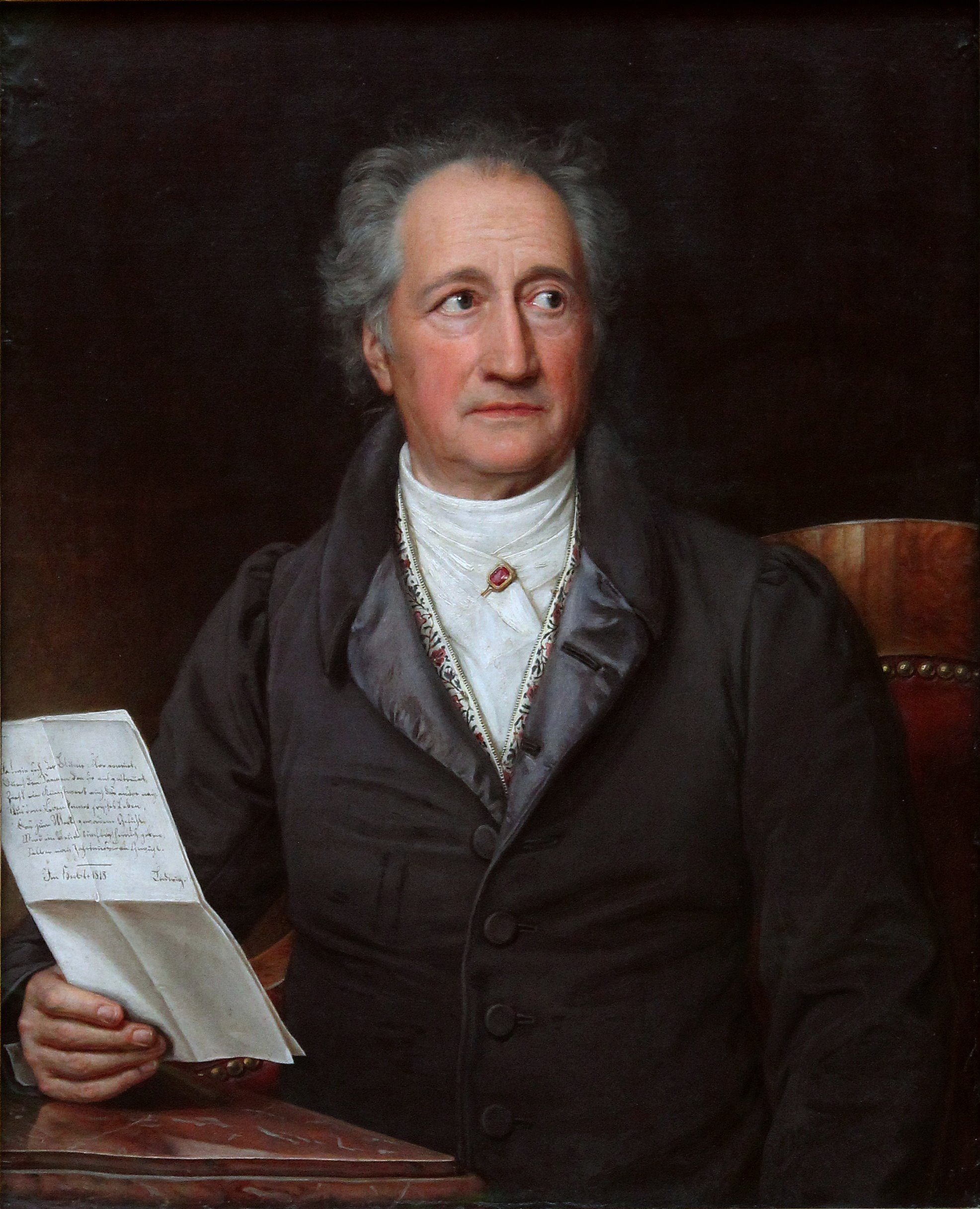
Johann Wolfgang von Goethe
(Ölgemälde von Joseph Karl Stieler)

Im Sommer 1919 erwog Hofmannsthal das erste Mal, seine Aphorismensammlung als Privatdruck für 300 bis 500 Freunde herauszugeben und berichtete Anton Kippenberg von diesem Vorhaben. Zwei Jahre später überdachte er den Plan, da eine solche Zusammenstellung „nicht Stich“ halte „vor dem eigenen Urteil, das ja das strengste und ernsthafteste sein muß.“ Allerdings habe er etwa 500 „mehr oder weniger leidlich wohlgeformte Aphorismen […] über Gegenstände aller Art wie Geist und Gesellschaft, Politik und Nation, sowie kleine aber köstliche Auszüge aus fremden Autoren …“ Freunden seines geistigen Daseins würde es gefallen, sie auf gutem Papier zu sehen.
Da die Aphorismen ungeordnet waren, überlegte er zunächst, sie in Gruppen zu unterteilen. Da es ihm etwas später reizvoller erschien, sie im Durcheinander zu präsentieren, ließ er sich, angeregt von Kippenberg, nur zu einer dezenten thematische Ordnung überreden, weil die Lektüre dann kurzweiliger sei. Er verwies auf Novalis, dessen Fragmente vielleicht gerade aus ihrem Charakter des Ungeordneten „einen Zauber“ ziehen würden.
Später erwog Hofmannsthal, der Sammlung ein Motto voranzustellen („Freunden kann man alles darbringen, sie erfreuen sich noch an der Schwäche“) und plante 1928 ein weiteres Buch der Freunde, Vorhaben, die er nicht mehr verwirklichen konnte. Für Hofmannsthal lag die Tiefe an der Oberfläche verborgen, so dass er auf brillanten Witz verzichten konnte, um die Dinge selbst sprechen zu lassen: „Die Tiefe muß man verstecken. Wo? An der Oberfläche.“

## Hintergrund
Aus der Perspektive Friedrich Nietzsches erkannte Hofmannsthal in Goethe die zentrale Ausnahmeerscheinung der deutschsprachigen Literatur. Hofmannsthal war mit einem Großteil von Nietzsches Werk vertraut und gehörte neben Rainer Maria Rilke und Stefan George zu den wenigen Neuromantikern, die sich mit dem Philosophen tiefer befassten. Mit Nietzsche erschloss sich ihm die dichterische Doppelnatur Goethes. Auf der einen Seite dessen frühe Lieder, in denen er sich im Sturm und Drang aufschwang zum Zenit, um dort, wie Manfred Riedel formulierte, die „Seligkeit des Moments […] in sich einzusaugen und im klaren Äther zu verhauchen“; auf der anderen Seite das Erdverbundene der Altersgedichte, die wie tiefe Brunnen für Hofmannsthal Sinnbild des Weltgeheimnis’ waren.
Goethe hatte für seinen West-östlicher Divan ebenfalls ein Buch der Freunde vorgesehen, in dem er bestimmten Vorbildern danken und geistigen Weggefährten ein Denkmal setzen wollte.
Der Divan, ein unergründliches Buch, sei „völlig Geist“ und „eine Bibel“, wenn es auch nicht ins Breite gehe und „in der Herrlichkeit seiner Zusammenfügung nicht von sehr vielen“ begriffen worden sei.

### Textausgaben
- Hugo von Hofmannsthal: Gesammelte Werke in zehn Einzelbänden. Band 10, Reden und Aufsätze III, Frankfurt a. M. 1980, ISBN 3-596-22168-4, S. 233–299.
- Hugo von Hofmannsthal: Buch der Freunde. Insel-Verlag, Leipzig 1922, Digitalisat der Österreichischen Nationalbibliothek

### Sekundärliteratur
- Rainer Noltenius: Hofmannsthal – Schröder – Schnitzler. Möglichkeiten und Grenzen des modernen Aphorismus, Metzler-Verlag, Stuttgart 1969